# Rue de Campo-Formio
Pour les articles homonymes, voir Campo-Formio (homonymie).
La rue de Campo-Formio est une voie située dans le quartier de la Salpêtrière du 13e arrondissement de Paris.

## Situation et accès
La rue de Campo-Formio est accessible par les lignes 5 à la station Campo-Formio et 6 à la station Nationale.

## Origine du nom
Cette voie doit son nom en souvenir du célèbre traité de Campo-Formio conclu entre l'empereur d'Autriche et la République française, le 26 vendémiaire an VI (17 octobre 1797).

## Historique
Cette voie fait partie de l’ancien axe appelé «  sur le chemin de Paris à Ivry ».
Ancienne « rue du Chemin des Étroites-Ruelles », puis « petite rue d'Austerlitz », elle a été tracée sous forme de chemin dès le XVIIIe siècle dans ce qui s'appelait alors le village d'Austerlitz.
Une décision ministérielle du 3 février 1821 et une ordonnance royale du 11 juin 1847 ont fixé à 10 mètres sa largeur.
Elle prend son nom actuel décision ministérielle du 29 mars 1851 et est numérotée le 16 juin 1893.

## Bâtiments remarquables et lieux de mémoire
- No 2 : immeuble de 1905 (architecte Louis Merlaud et Gustave Poirier)[3].

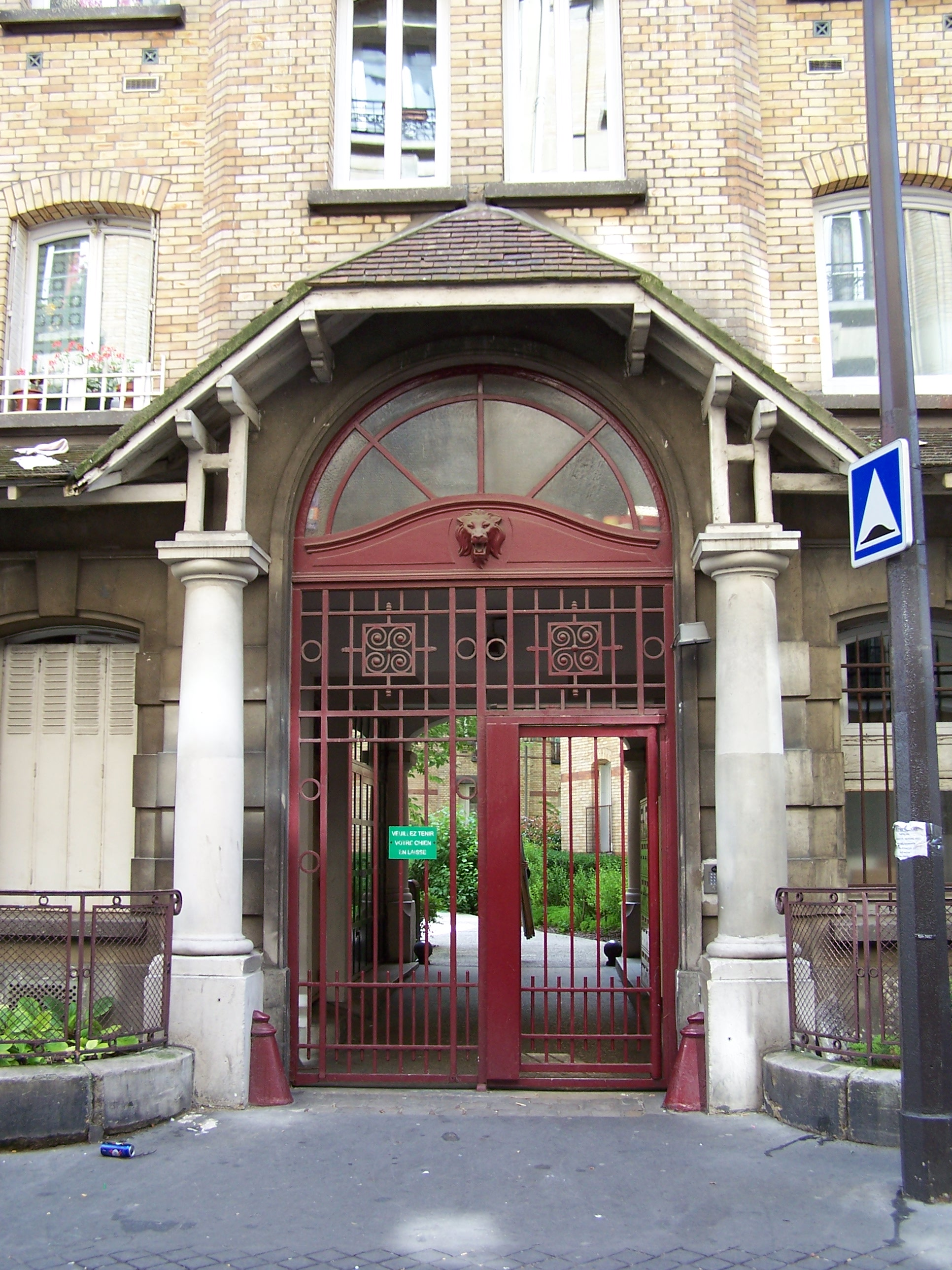
Porche de l'immeuble HLM de la rue.